# 孫軻
孫軻（1441年—1500年），字希賢，四川瀘州人，民籍，治《書經》，年三十五歲中式成化十一年乙未科第三甲第三十五名進士。十一月初一日生，行一，曾祖孫朝源；祖孫昹；父孫泰中；母羅氏。具慶下，妻李氏，繼妻閔氏；弟輅。由國子生中式四川鄉試第七名舉人，會試中式第一百四十三名。